# Vila Cova de Alva
Vila Cova de Alva era una freguesia portuguesa del municipio de Arganil, distrito de Coímbra.

## Historia
Fue suprimida el 28 de enero de 2013, en aplicación de una resolución de la Asamblea de la República portuguesa promulgada el 16 de enero de 2013 al unirse con la freguesia de Anceriz, formando la nueva freguesia de Vila Cova de Alva e Anseriz.